# Gilbert Gray
Gilbert Gray   (Ruston, 1 de juny de 1902 - Nova Orleans, 27 de juliol de 1981) va ser un regatista estatunidenc que va competir durant la dècada de 1930.
El 1932 va prendre part en els Jocs Olímpics de Los Angeles, on va guanyar la medalla d'or en la categoria de Classe Star del programa de vela. Gray navegà a bord del Jupiter junt a Andrew Libano.